# Маслов, Иван Ильич
Иван Ильич Маслов (1815—1891) — управляющий Московской удельной конторой, тайный советник.
Родился 18 (30) апреля 1815 года. Учился в Нежинском лицее, который окончил в 1835 году. В апреле 1836 года поступил на гражданскую службу и спустя 29 лет, 17 апреля  1865 года, получил чин действительного статского советника, в 1879 году — тайного советника. Был управляющим Новгородской, затем — Московской удельной конторы.
Был награждён орденами Св. Анны 2-й ст. с императорской короной (1863), Св. Владимира 3-й ст. (1867), Св. Станислава 1-й ст. (1869), Св. Анны 1-й ст. (1871; императорская корона к ордену в 1873), Св. Владимира 2-й ст. (1875). Состоял членом Комиссии для построения в Москве Храма Христа Спасителя.
Умер 14 (26) ноября 1891 года. Похоронен в селе Краснополье Кролевецкого уезда Черниговской губернии.
С И. И. Масловым связана история о миллионе, рассказанная товарищем М. Д. Скобелева князем Д. Д. Оболенским.